# Hans-Dieter Wesa

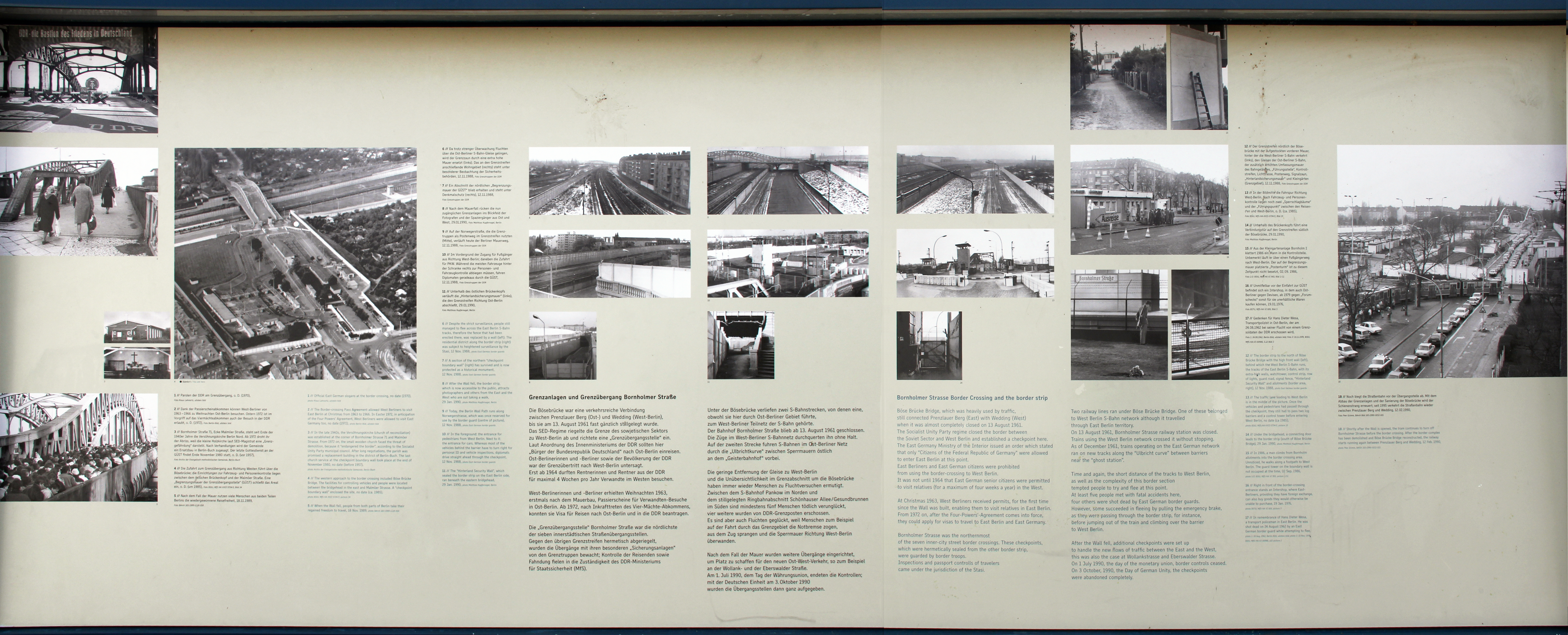
Gedenktafel am ehemaligen Grenzübergang Bornholmer Straße. Tafel 17 zu Hans-Dieter Wesa. Ein West-Berliner Polizist mit Karabiner am Grenzzaun, im Vordergrund ein Blumengebinde an Wesas Todesort

Hans-Dieter Wesa (* 10. Januar 1943 in Schlewen, Landkreis Gostingen; † 23. August 1962 in Berlin) war ein Todesopfer an der Berliner Mauer. Der zur Bewachung des S-Bahnhofs Bornholmer Straße eingesetzte Transportpolizist hatte bei seiner Flucht aus der DDR bereits West-Berliner Gebiet erreicht, als ihn sein Wachkollege erschoss.

## Leben
Hans-Dieter Wesa wuchs mit vier Geschwistern in Trebitz in einer christlichen Familie auf. Ein älterer Bruder war 1954 aus der DDR geflüchtet. Nach der Schule absolvierte Wesa 1960 in Halle (Saale) eine Lehre bei der Reichsbahn. Anschließend verpflichtete er sich für fünf Jahre zum Dienst bei der Transportpolizei, den er bis April 1962 in Leipzig ausübte. Anschließend nach Ost-Berlin versetzt, tat er Dienst bei der Bewachung der Schienenwege an der Sektorengrenze, wobei er keine Fluchtgedanken zu erkennen gab. Weil er einen Fluchtversuch verhindert hatte, erfolgte im Juli 1962 die Beförderung zum Oberwachtmeister.
Am 23. August 1962 war Wesa auf dem Geisterbahnhof Bornholmer Straße als Postenführer des 18-jährigen Postens Adolf B. eingesetzt, den er seit der Leipziger Zeit kannte. Während des Dienstes machte Wesa nach der Erinnerung B.'s eine Bemerkung zu einer „Schwester“ in Westdeutschland. Später verließ er unter einem Vorwand seinen Posten und kletterte unter der Bösebrücke über den Drahtzaun, der zugleich die Grenze markierte. B. entdeckte Wesa, als er schon auf der West-Berliner Seite war, und forderte ihn zur Rückkehr auf. Als Wesa sich umdrehte, dann aber weiterlief, gab B. aus seiner Maschinenpistole einen Feuerstoß von sechs Schüssen auf ihn ab. Am Oberschenkel getroffen fiel Wesa sieben Meter hinter dem Grenzzaun zu Boden. B. ging zum Zaun und tötete Wesa durch einen zweiten Feuerstoß von sechs Schüssen auf Gesicht und Oberkörper.
Die brutale Tötung Wesas kurz nach dem Verbluten Peter Fechters an der Mauer löste weithin Abscheu aus. West-Berliner Politiker befürchteten erneute Massenproteste, die Menschen gefährden könnten. Noch am Todestag kamen Willy Brandt und Klaus Schütz zum Tatort. Nach Trauerfeiern in West-Berlin ließ der Bruder Wesa an seinem Wohnort Eybach bestatten. Die West-Berliner Polizei erstattete eine Strafanzeige gegen „Unbekannt“ wegen „Totschlags von Hans-Dieter Wesa“, die zunächst erfolglos blieb. Nach der Wiedervereinigung Berlins nahm die Staatsanwaltschaft beim Kammergericht das Verfahren erneut auf und ermittelte B. als Todesschützen. Weil dieser versuchte, unterzutauchen, nahm man ihn im September 1993 in Untersuchungshaft. Im Januar 1994 erhielt er jedoch Haftverschonung. Im Juni 1994 erhob die Staatsanwaltschaft Anklage gegen B., doch kam es nicht zur Eröffnung der Hauptverhandlung, weil B., ohne sich je zu seinem Motiv geäußert zu haben, im September desselben Jahres Suizid beging.